# Маяк Лайм-Килн
Маяк Лайм-Килн (англ. Lime Kiln Light) — маяк, расположенный в западной части острова Сан-Хуан, округ Сан-Хуан, штат Вашингтон, США. Построен в 1919 году. Автоматизирован в 1962 году.

## Название
Название маяк (англ. lime kiln — печь для обжига извести) происходит от печей для обжига извести, которые были построены на острове в 1860-х годах, к северу от маяка. Одна из этих печей впоследствии была отреставрирована и в настоящее время служит музеем.

## История
В конце XIX ― начале XX века судоходство через пролив Аро было достаточно оживлённым, и 22 октября 1913 года Конгресс США выделил 30 000$ на улучшение навигации в проливе Пьюджет-Саунд и смежных водных путях. Из этих средств было профинансировано строительство фонаря на месте маяка Лайм-Килн, улучшение станции Марроустоун-Пойнт, а также был перестроен маяк Слип-Пойнт. Однако построенный фонарь был недостаточно ярким, также была потребность в противотуманном сигнале, потому 6 июля 1916 года было выделено еще 40 000$ на строительство полноценного маяка Лайм-Килн. Строительство началось в августе 1918 года и завершилось 30 июня 1919 года. Маяк представлял собой восьмиугольную бетонную башню высотой 12 метров, к которой примыкало здание с противотуманным сигналом. На маяке была установлена линза Френеля четвёртого поколения. Маяк был построен по тому же проекту, что и маяки Алки-Пойнт и Пойнт-Робинсон. Для смотрителя и помощника были построены также из бетона два дома с шестью комнатами. В 1962 году Береговая охрана США автоматизировала маяк. В 1998 году линза Френеля была заменена на современную оптику. 
14 декабря 1978 года маяк был включён в Национальный реестр исторических мест.